# ミロンガ・センチメンタル
『ミロンガ・センチメンタル』（西: Milonga sentimental）は、セバスティアン・ピアナ（Sebastián Piana）作曲のミロンガの楽曲。

## 概要
1931年の曲。ミロンガの曲であるが、タンゴの曲としても扱われることが多い。
オメロ・マンシの歌詞がついてあり、ギター伴奏と歌の録音のほうがよく聴かれる。
メルセデス・シモーネ（Mercedes Simone）が、この曲を歌った歌手の最初の人だが、複数の人に歌われている。
特に、カルロス・ガルデルの歌のレコード録音が有名である。